# Nebraska City
Nebraska City è una città degli Stati Uniti d'America, situata in Nebraska, nella contea di Otoe.